# 孔達杜 (伯南布哥州)

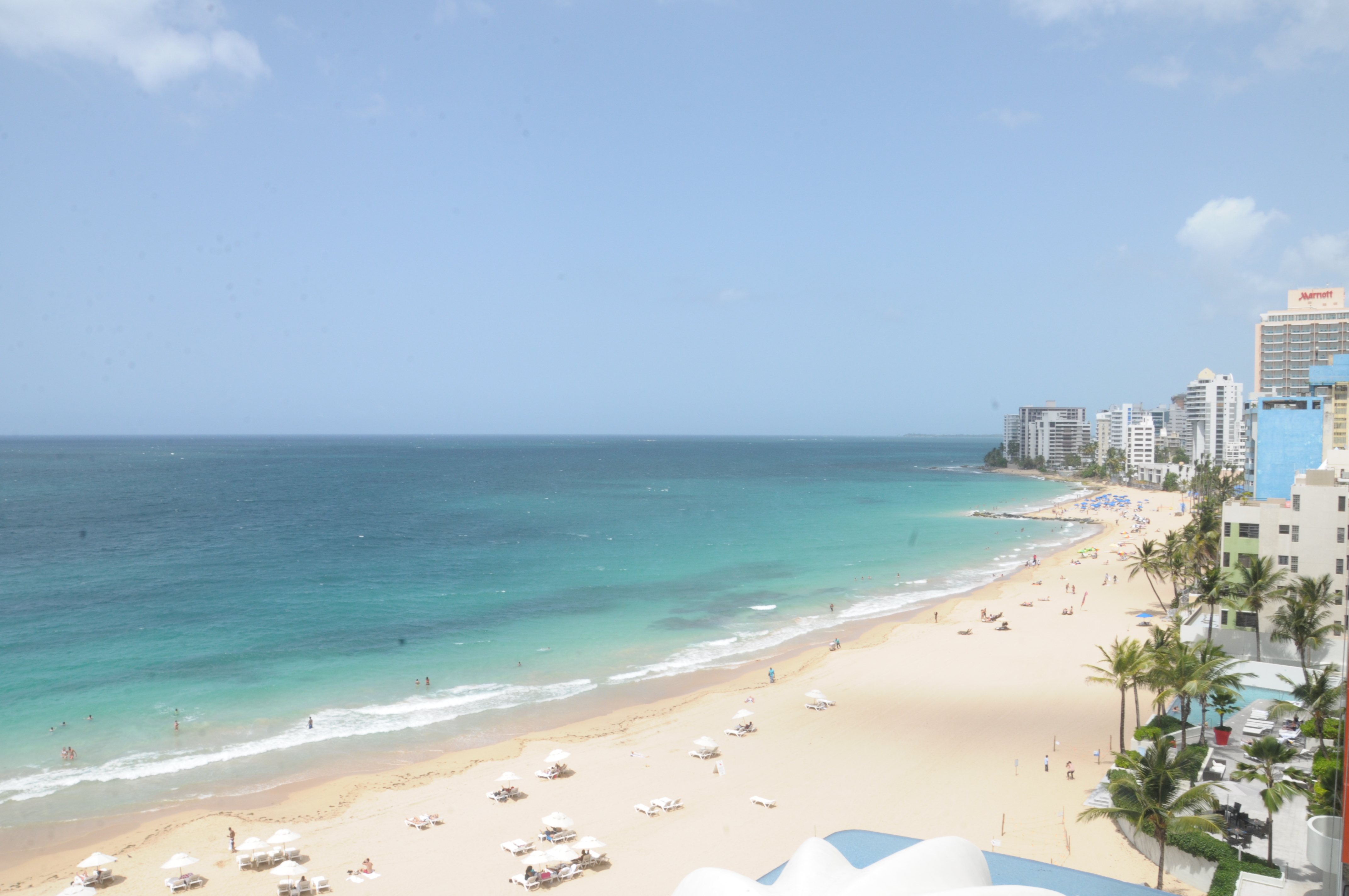
孔達杜

孔達杜（葡萄牙語：Condado），是巴西的城鎮，位於該國東北部，由伯南布哥州負責管轄，始建於1958年，面積89.6平方公里，海拔高度129米，2014年人口25,632，人口密度每平方公里285.93人。